# مور، میشیگان
مور (به انگلیسی: Moore Township) یک منطقهٔ مسکونی در ایالات متحده آمریکا است که در شهرستان سانیلاک واقع شده‌است.
 مور ۹۴٫۰ کیلومتر مربع مساحت و ۱٬۲۶۲ نفر جمعیت دارد و ۲۳۸ متر بالاتر از سطح دریا واقع شده‌است.